# Alexandros Kartalis
Alexandros Kartalis (* 29. Januar 1995 in Nürnberg) ist ein griechischer Fußballspieler. Er steht bei Atromitos Athen unter Vertrag.

## Karriere
Alexandros Kartalis spielte in seiner Jugend bei der Spielgemeinschaft Nürnberg Fürth und wechselte 2004 in die Jugend des Zweitligisten SpVgg Greuther Fürth, seit 2014 gehört er zum Profikader der SpVgg. Kartalis hatte in der Saison 2014/15 keinen Einsatz in der 2. Bundesliga, trat aber in 22 Spielen für die zweite Mannschaft an, die in der Regionalliga Bayern spielt. Zur Saison 2015/16 wurde Kartalis an den Drittligisten VfR Aalen ausgeliehen. Dort stand er am ersten Spieltag der Saison 2015/16 in der Startelf und feierte somit sein Debüt als Profispieler. Zu Beginn der Saison 2018/19 wechselte er zum FSV Zwickau in die 3. Liga, für den er 25 Liga- und drei Sachsenpokalspiele absolvierte. Mit Ablauf seines Vertrages verließ Kartalis Zwickau bereits nach einer Spielzeit wieder und schloss sich dem griechischen Zweitligisten PAS Ioannina an. Mit seiner Mannschaft stieg er nach seiner ersten Saison auf. Danach blieb er eine weitere Spielzeit, bevor er im Juli 2021 zu Atromitos Athen wechselte.